# Hans Huber (boxe anglaise)
Pour les articles homonymes, voir Hans Huber.
Hans Huber est un boxeur allemand né le 1er janvier 1934 à Ratisbonne (Bavière) et mort le 12 janvier 2024.

## Carrière
Il participe aux Jeux olympiques d'été de 1964 dans la catégorie poids lourds. En finale, il s'incline face à l'Américain Joe Frazier et obtient la médaille d'argent.